# Rèves
Pour les articles homonymes, voir Rêves.
Pour les articles ayant des titres homophones, voir Rêve (homonymie), Rave party, Gerard Reve et Raives.
Rèves est un village du Hainaut, en Belgique, sis à une vingtaine de kilomètres au nord de la ville de Charleroi. Administrativement il fait partie de la commune belge des Bons Villers, en Région wallonne.

## Géographie

### Hydrographie
Le village de Rèves est traversé par une petite rivière, la Rampe, qui est un affluent du Piéton. Il fait partie du bassin de la Meuse.

### Hameaux
Rèves est marqué par son éclatement entre le centre du village et la présence de hameaux importants assez éloignés. Les hameaux les plus importants sont :
- Rèves-Station ;
- Sart-à-Rèves ;
- Wattimez ;
- Odoumont ;
- Revioux.

## Évolution démographique
- Sources : INS, Rem. : 1831 jusqu'en 1970 = recensements, 1976 = nombre d'habitants au 31 décembre.

## Liste des bourgmestres de 1830 à 1977
- Philippe Mondez, de 1882 à 1884, (Parti Libéral).

## Patrimoine
- Eglise Saint-Rémy, datée de 1776 en style classique[1].
- Presbytère, datant du dernier tiers du XVIIIe siècle[2].
- Institut Sainte-Marie, dont les bâtiments sont édifiée de 1754 et agrandi et modifié jusqu'au XXe siècle sur les vestiges d'un château médiéval[2].
- Potale Notre-Dame de Walcourt. Adossée à une maison de la rue Hoebeke[3].

## Vie du village
- Rèves connaît un important phénomène de rurbanisation, particulièrement entre le centre du village et le hameau de Sart-à-Rèves. Ce phénomène est dû à la proximité des villes de Charleroi et Nivelles, mais également à l'arrivée de personnes travaillant à Bruxelles.
- Une importante école secondaire (l'Institut Sainte-Marie) qui permet aux jeunes de faire toute leur scolarité sur place joue un rôle important dans l'animation villageoise.
- Le point d'orgue du folklore local est la ducasse annuelle, ouverte par le traditionnel Tour au Char.